# هيلموت باكايتيس
هيلموت باكايتيس (بالإنجليزية: Helmut Bakaitis)‏ هو كاتب سيناريو وممثل أسترالي، ولد في 26 سبتمبر 1944 في بولندا.

## أعمال

### أفلام
- (2003) الماتريكس 2[4][5][6]
- (2003) الماتريكس 3[7][8][9]

## وصلات خارجية
- هيلموت باكايتيس على موقع IMDb (الإنجليزية)
- هيلموت باكايتيس على موقع ألو سيني (الفرنسية)
- هيلموت باكايتيس على موقع أول موفي (الإنجليزية)
- هيلموت باكايتيس على موقع قاعدة بيانات الأفلام السويدية (السويدية)
- هيلموت باكايتيس على موقع قاعدة بيانات الفيلم (الإنجليزية)
- هيلموت باكايتيس على موقع كينوبويسك (الروسية)